# Улица Галактиона Табидзе (Тбилиси)
Улица Галактиона Табидзе (груз. გალაკტიონ ტაბიძის ქუჩა) — улица в Тбилиси, в районе Сололаки, идёт от улицы Георгия Леонидзе (Площадь Свободы) до улицы Ладо Асатиани.

## История
Дореволюционные названия — Дамская, Гановская. 
В 1836 году на улице, в доме Шароева, был открыт частный пансион братьев Арзановых, число учащихся — 47.
С 1921 по 1959 годы носила имя Акакия Церетели, затем название улицы было изменено в связи с присвоением имени Церетели новому проспекту во вновь застраиваемом районе Тбилиси — Дидубе.
Современное название с 1959 года в честь выдающегося грузинского поэта — Галактиона Табидзе (1892—1959).

## Достопримечательности
- д. 3-5 — бывший дом Александра Манташева (архитектор Г. А. Саркисян), являлся самым большим зданием в дореволюционном Тбилиси (Тифлисе). В этом доме в квартире Джаваир Хутулашвили — сестры известного российского революционера Камо — в советское время существовал неофициальный музей героя[4].

- д. 18 — бывший дом табачных промышленников братьев Сейлановых. В доме сохранилась уникальная парадная с росписями. Отреставрирована в 2018 году.

- д. 17 — бывший дом А. В. Кусикова (архитектор Числиев Д. Г.)[5]

- д. 20 — «Кавказский дом»[6] и Музей Смирновых[7] (архитектор Отто Симонсон)

- д. 24/12 — бывший дом Э. Тер-Акоповой[8].

## Известные жители

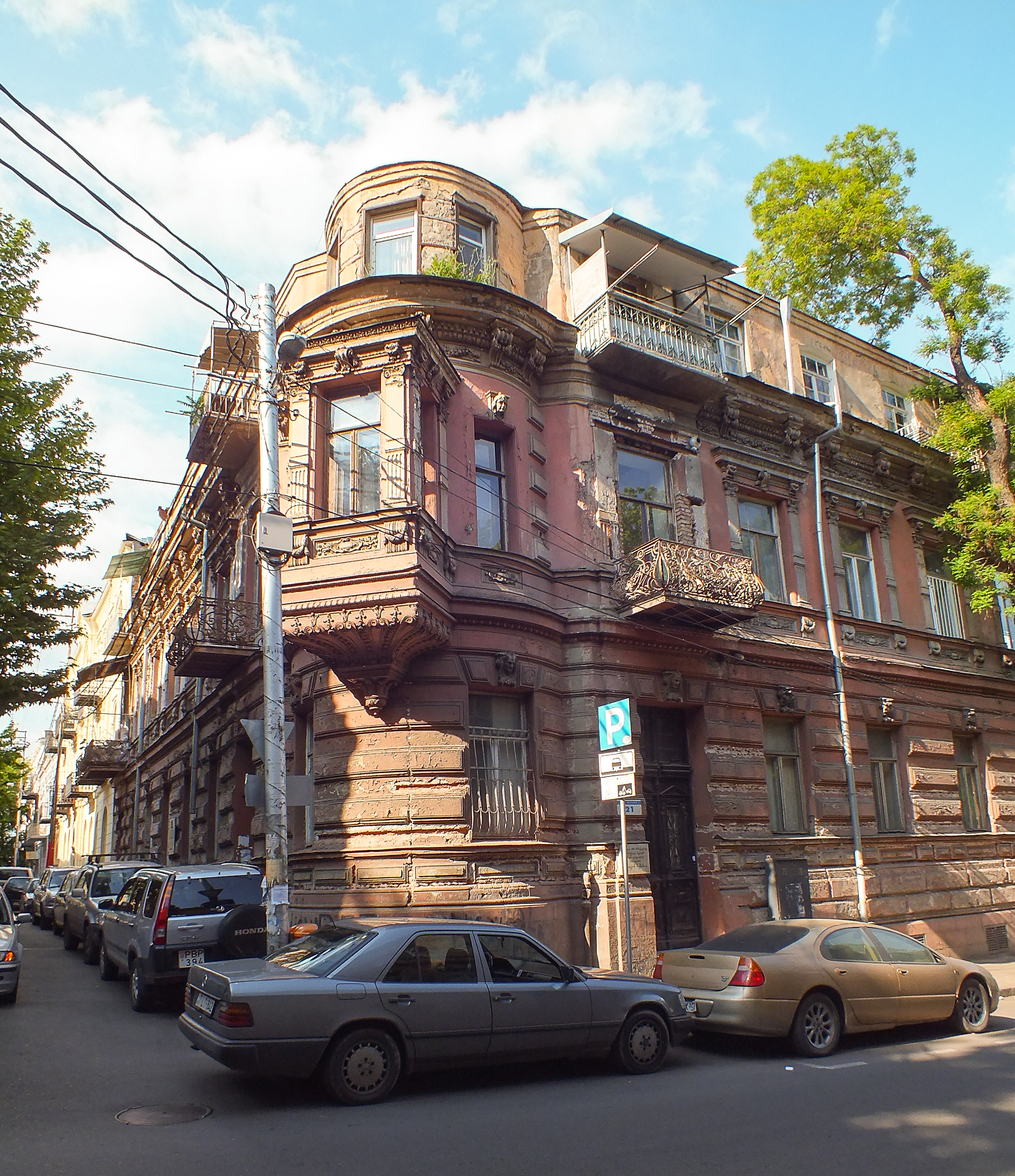
д. 24

- д. 3-5 — Ипполит Петрович Вартагава (1872—1967, мемориальная доска)

- д. 20 — Смирнова-Россет[9][10]

- д. 24/21 — Валерий Гуниа (мемориальная доска[11][12])

Нико Николадзе